# Зубарев, Тарас Николаевич
Тарас Николаевич Зубарев (10 июля 1927, Харьков - июль 2020, Москва) — советский учёный, специалист в области физики ядерных реакторов и прикладной генетики, лауреат Ленинской премии.

## Биография
Родился 10 июля 1927 года. Отец - Зубарев Николай Гордеевич (1903-1954), профессор, академик Академии Артиллерийских наук Министерства обороны СССР, гл. конструктор ХТЗ, нач. Технического управления Министерства автомобильной и тракторной промышленности, лауреат Сталинских премий, орденоносец. 
Окончил Харьковский университет.
С 1950 г. — научный сотрудник, старший научный сотрудник, с 1958 г. руководитель лаборатории по ядерной безопасности Института атомной энергии Академии наук СССР. С 1963 г. заместитель, в 1964—1970 начальник радиобиологического отдела ИАЭ.  В 1972 - 85 - нач. лаборатории Института генетики и селекции пром. микророрганизмов, с 1985 - нач. лаборатории ВНИИ Биохиммашпроект, ныне  ОАО Институт прикладной биохимии и машиностроения (Биохиммаш), ген. директор ООО Биокар. 
Кандидат физико-математических наук, старший научный сотрудник. Доцент МАИ (1955-1962).
Автор работ в области физики твердого тела и физики ядерных реакторов.
Сочинения:
Поэт, баснописец, автор драмы "Адам" (М.: "Аванти", 2017).
- Введение в теорию ядерных реакторов [Текст] : Конспект лекций / М-во высш. и сред. спец. образования РСФСР. Моск. ордена Ленина авиац. ин-т им. Серго Орджоникидзе. — [Москва] : МАИ, 1959. — 117 с. : черт.; 22 см.

## Награды и премии
Ленинская премия 1960 года — за создание комплекса исследовательских водо-водяных реакторов ВВР-2, ВВР-С и ИРТ.